# Tyrannochthonius brooksi
Tyrannochthonius brooksi és una espècie d'aràcnid de l'ordre Pseudoscorpionida de la família Chthoniidae. Fou descrit per Mark S. Harvey l'any 1991.

## Distribució geogràfica
Es troba a l'oest d'Austràlia.